# Geschiedenis van het Nederlands
Het Nederlands is een Indo-Europese, Germaanse taal die vooral in Nederland, Vlaanderen en Suriname wordt gesproken. Het is nauw verwant met de andere West-Germaanse talen: Engels, Fries, Duits, Nedersaksisch, Luxemburgs, Jiddisch en de dochtertaal Afrikaans.
Het Nederlands heeft als vroege voorouder het Oudnederfrankisch, een verzameling Istvaeoonse dialecten ontstaan na 500 als gevolg van de dialectische differentiatie binnen de West-Germaanse groep. Die is onder meer toe te schrijven aan twee ontwikkelingen: de Ingveoonse klankverschuivingen rond de Noordzee, en de Hoogduitse klankverschuiving in Zuid-Duitsland, Zwitserland en Oostenrijk, die in tegenovergestelde richting en in afgezwakte vorm over West-Europa trokken. Het Oudnederfrankisch vanaf 800 wordt samen met het Ingveoonse kustdialect ook wel Oudnederlands genoemd, dat vanaf 1150 evolueert in de dialecten van het Middelnederlands. 
Vanaf 1550 ontwikkelt zich uit deze dialecten onder invloed van een streven naar uniformiteit en standaardisatie het Nieuwnederlands. Deze taal stond eerst onder sterke invloed van de Vlaamse en Brabantse dialecten en later van het Hollands. Daarnaast speelde het Limburgs een rol, en in mindere mate ook de Noordoostelijke dialecten: het Nedersaksisch. Geleidelijk groeien spreektaal en schrijftaal uit elkaar. In de 17e eeuw zelfs zodanig dat een schrijftaal ontstond die tegenwoordig stijf en gekunsteld aandoet, vooral door sterke invloed van de woordenschat van het Frans en de grammatica van het Latijn. Een omgekeerde ontwikkeling vindt plaats vanaf eind 19de eeuw, als spreektaal en schrijftaal weer naar elkaar zijn toegegroeid in het moderne Nederlands.

## Stamreeks van het Nederlands
De evolutie van het moderne, hedendaagse Nederlands kan als volgt in een doorgaande lijn (stamreeks) worden voorgesteld: Proto-Indo-Europees - Oergermaans - Frankisch - Oudnederfrankisch (Oudnederlands) - Middelnederlands - Nederlands. Het plaatje toont de verwantschap met de andere Germaanse talen binnen de Indo-Europese taalfamilie, waarbij moet worden opgemerkt dat het West-Germaans geen historische taal is geweest, maar een term om taalverwantschap tussen talen als gevolg van latere ontwikkelingen aan te duiden. Thomas Young was in 1813 de eerste die de term "Indo-Europees" gebruikte. Deze term is sindsdien de standaardbenaming geworden. Alleen in Duitsland wordt iets vaker de term "Indo-Germaans" gebruikt, met de gedachte dat het Germaans de meest Westerse en het Indisch de meest Oosterse tak zou voorstellen.

## Van Indo-Europees naar Oergermaans
Het Nederlands is een Indo-Europese taal, evenals de meeste andere Europese talen. Ook de door vele miljoenen mensen buiten Europa gesproken Indo-Iraanse talen zoals Perzisch, Sanskriet, Bengaals en Hindi behoren tot de Indo-Europese taalgroep. Voor de bakermat van het Indo-Europees wordt Anatolië voorgesteld of - volgens de Koerganhypothese - de streek rond de Zwarte Zee. Daar zou in het vierde millennium voor Christus al een Indo-Europese taal gesproken zijn.
In het derde of tweede millennium voor Christus kwamen de sprekers van het Indo-Europees aan in Noord-Europa. Daar ontstond uit het Indo-Europees het Proto-germaans. Dit gebeurde aan de hand van klankverschuivingen die zijn omschreven door Jacob Grimm als de de Eerste Germaanse klankverschuiving. De p werd verzacht tot een f (pater → father; piscis → fish). De stemhebbende b en de d veranderden respectievelijk in hun stemloze tegenhangers p en t (labium → lip; duo → twee). Ook de klemtonen op woorden werden anders.
Oorspronkelijk zouden de eerste sprekers van het Proto-Germaans in de bronstijd in de regio rond het hedendaagse Denemarken geleefd hebben. Van het Proto-Germaans of Oergermaans hebben we geen directe gegevens in de vorm van geschreven bronnen. Het is alleen mogelijk deze taal te reconstrueren vanuit de latere Germaanse talen of door de Germaanse talen te vergelijken met andere Indo-Europese talen.
In de ijzertijd, dus vanaf circa 800 v. Chr., begonnen deze Germaanse stammen zich te verspreiden over een groter gebied. Waarschijnlijk woonden al voor 200 v.Chr. in het gebied van het huidige Nederland Germanen. De grootste verspreiding werd bereikt in de eerste eeuw na Christus. Tijdens en na die uitbreiding viel de Germaanse taal uiteen in onderling steeds meer van elkaar verschillende dialecten. Tot de huidige Germaanse talen behoren naast het Nederlands (en het Afrikaans) ook het Engels, Duits, Fries en de Scandinavische talen. Het Nederlands valt volgens de traditionele opvatting onder de West-Germaanse talen, een subgroep van de Germaanse talen waartoe ook het Engels, Duits en Fries worden gerekend. Daarnaast wordt traditioneel een Noord-Germaanse tak onderscheiden, in Scandinavië. Het onderscheid tussen West-Germaans en Noord-Germaans is echter omstreden en deze begrippen worden in de moderne taalwetenschap niet meer zo vaak gebruikt als vroeger.

## Van Germaans tot Nederlands

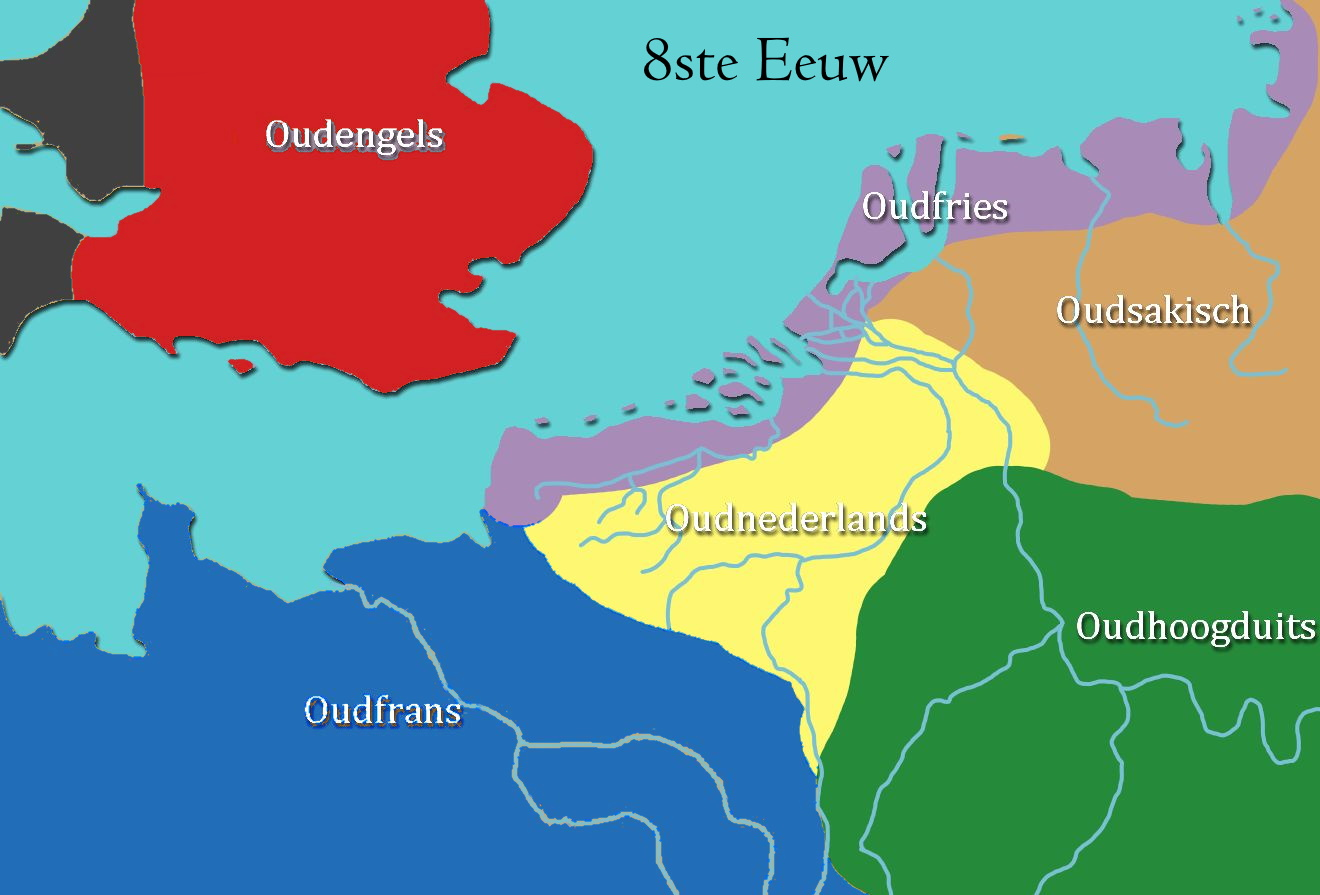
Oudnederlands taalgebied volgens de filoloog Peter-Alexander Kerkhof, 2020 (bij benadering; in feite waren er geen scherpe grenzen tussen Germaanse dialectgroepen)

De vroege geschiedenis van het West-Germaans is zeer onzeker doordat de geschreven bronnen minimaal zijn. Het is niet eens duidelijk of de dialecten ervan nauwer aan elkaar verwant waren dan aan andere Germaanse groepen.
De Romeinse geschiedschrijver Tacitus meldt in de eerste eeuw dat de stammen in Germania zich zelf van oudsher in drie groepen indeelden: de Ingaevones aan de kust, de Herminones die in het "midden" leefden, en verder de Istaevones. Op basis hiervan is verondersteld dat ook het West-Germaans in drie groepen gesplitst was: het Noordzee-Germaans ("Ingweoons" of "Ingv(a)eoons"), het Rijn-Wesergermaans ("Istweoons") en het Elbegermaans.
Deze indeling komt echter niet eenduidig overeen met die van de huidige nationale talen. Engels is weliswaar wat zijn West-Germaanse oorsprong betreft uit het "Ingweoons" voortgekomen, maar het Nederlands is van een gemengd Ingweoons-Istweoonse oorsprong terwijl het (Hoog-)Duits gemengd Istweoons-Herminoons is. Dat er een oude Ingweoonse groep moet hebben bestaan, blijkt uit zekere kenmerken die het Fries, het Saksisch en Angel-Saksisch gemeen hebben, hoewel de Angelen en Saksen al vanaf de vijfde eeuw Groot-Brittannië koloniseerden. De invloed van deze Ingweoonse klankverschuiving op het Nederlands leidde tot een zekere nauwere overeenkomst met het Engels: de persoonlijke voornaamwoorden beginnen met een "h" (him, he, her; hij, hem, haar, hun, hen) maar in de Duitse standaardtaal, voornamelijk gebaseerd op zuidelijker dialecten, niet (er, ihn, ihr, ihnen).
Binnen deze grovere indeling bevond zich een groot aantal stammen waarvan de namen ten dele gebruikt worden voor nu nog bestaande dialectgroepen. De nationale talen zijn echter niet direct op een stamindeling gebaseerd. Het gebied van de Nederlanden werd in de vroege middeleeuwen bevolkt door groepen die traditioneel in drie stammen worden ingedeeld: de Friezen, Saksen en Franken. Dezelfde drie stammen bewoonden grote delen van het gebied van het huidige Duitsland; zuidelijk daarvan woonden onder andere de Zwaben en Beieren. Wel is het zo dat als belangrijkste Germaanse stam, na de Romeinse tijd in Nederland, in de delta van Rijn, Maas en Schelde, de Franken veel sterker hun stempel hebben gezet op de vorming van wat later de Nederlandse standaardtaal is geworden dan verwante West-Germaanse stammen als de Friezen en de Saksen, die meer in de kuststreken, respectievelijk oostelijk van de IJssel woonden. Daardoor is de huidige verwantschap van het Nederlands en Duits (dat voor een belangrijk deel ook op het Frankisch is terug te voeren) ook groot, met name wat betreft de woordvolgorde.
Naast deze oude stamindelingen is het mogelijk de continentale West-Germaanse dialecten in drieën te delen aan de hand van een iets recenter verschijnsel: de Tweede Germaanse klankverschuiving. Rond het jaar 400 begon zich vanuit het zuiden, vanaf de Alpen, een verschuiving in de medeklinkers voor te doen die langzaam in verschillende mate naar het noorden toe doorwerkte. Tegen de negende eeuw stokte deze beweging echter. De zuidelijke dialecten die erdoor volledig werden beïnvloed, worden met het begrip Hoogduits aangeduid; de noordelijke dialecten die er niet aan deelnamen, heten Nederduits. Er tussen ligt een zone met gedeeltelijke veranderingen die het Middelduits wordt genoemd. Dit begrip "Duits" moet onderscheiden worden van de naam voor de huidige nationale taal van Duitsland. De Frankische en Saksische dialecten hebben noordelijke varianten die niet beïnvloed zijn en daarom Nederfrankisch en Nedersaksisch worden genoemd. Ook de Nederfrankische en Nedersaksische dialecten in de Nederlanden maken deel uit van deze overkoepelende groep, die dan wel een "Nederduits in ruime zin" genoemd wordt.
Een belangrijke gelijkenis tussen het Engels en het Nederlands ten opzichte van het Hoogduits, werd hierdoor veroorzaakt. Een bekend voorbeeld is de "p" in het Engelse apple en Nederlandse appel die in het Hoogduits een Apfel geworden is. In de late negentiende en vroege twintigste eeuw werd de tweedeling tussen een Nederduits en een Hoogduits vaak voorgesteld als de basis voor het huidige onderscheid tussen een Nederlandse en een Duitse nationale taal. Daarbij werd door sommigen ook gesteld dat de schrijftaal van de Nederlanden en die van de Noord-Duitse handelssteden, de Hanzetaal, in wezen een eenheid zouden hebben gevormd. Deze vermeende eenheid was ook een motief voor een nationaal-conservatieve cultuurpolitieke stroming, de 'Nederduitse beweging'. (Deze antimodernistische beweging van o.a. Julius Langbehn is niet te verwarren met de beweging voor een herbeleving van het Nederduits.)
Na de Tweede Wereldoorlog is deze gedachte echter sterk in diskrediet geraakt. Wat naar huidige inzichten de Nederfrankische en Nedersaksische dialecten verbindt, is slechts het negatieve feit dat ze de Tweede Germaanse klankverschuiving niet hebben ondergaan. Het begrip "Nederduits" wordt tegenwoordig zeer overwegend gebruikt voor alleen de noordelijke dialecten in de Bondsrepubliek Duitsland en dan met name de Nedersaksische varianten.
Een andere benadering zoekt de oorsprong van de nationale talen in allerlei sociaaleconomische en culturele factoren. In het gebied van de West-Germaanse dialecten kwamen in de middeleeuwen verschillende standaardtalen tot ontwikkeling, waar het vanwege de verstedelijking en staatsvorming nuttig was over een groter gebied een gemeenschappelijke taal voor de handel en het bestuur te kunnen gebruiken. Typisch zijn het dichtbevolkte en welvarende streken waar zich dit verschijnsel het sterkst voordoet. De vele en rijke steden van de westelijke Nederlanden, eerst die in Vlaanderen, daarna in Brabant en uiteindelijk in Holland brachten zo in de late middeleeuwen en de vroegmoderne tijd een eigen gezamenlijke taalstandaard voort, die we tegenwoordig kennen als "Nederlands". Deze standaardtaal moest natuurlijk putten uit reeds bestaande dialecten, in dit geval, gezien het overwicht van de Franken in de kerngewesten, voornamelijk het Nederfrankisch, zij het met een zekere "Ingweoonse" invloed uit het West-Vlaams en Hollands die gesproken werden in kustgebieden waar in vroegere eeuwen zich verschillende Saksische en Friese groepen gevestigd hadden. Vanwege deze oorsprong kan de westelijke tak van het Oudnederfrankisch als een vroegmiddeleeuwse voorloper van het Nederlands beschouwd worden die in deze context dan als Oudnederlands aangeduid wordt. Het beklemtonen van zo'n oude aftakking kan echter verhullen dat het evenzeer typisch is voor de nationale Germaanse talen dat ze uit een veelvoud van elkaar beïnvloedende dialectgroepen afgeleid zijn, iets wat overigens nog meer geldt voor het Duits dan het Nederlands.

## De drie oudste Nederlandse woorden
Nicoline van der Sijs vermeldt in haar Chronologisch woordenboek de drie oudst bekende Nederlandse woorden, die uit Romeinse bronnen bekend zijn.
| Jaar na Christus | Woord  | Betekenis                                                                                     |
| ---------------- | ------ | --------------------------------------------------------------------------------------------- |
| 107              | wad    | doorwaadbare plaats, in de plaatsnaam Vadam, genoemd door Tacitus, nu Wadenoijen (Gelderland) |
| 222-235          | twee   | telwoord, in de plaatsnaam Tuihanti, nu Twente                                                |
| 300              | trecht | overvaart, doorwaadbare plaats, in de plaatsnaam Traiecto, nu Utrecht (stad)                  |

## Oudste Nederlands
Het Frankisch ontwikkelde zich vanaf de vroege middeleeuwen in het huidige Nederlandstalige gebied tot het Oudnederlands. Het Oudnederlands, dat wil zeggen de Nederfrankische dialecten zoals die tot circa het midden van de 12e eeuw werden gesproken, was de voorloper van het Middelnederlands. Het Oudnederlands kende nog veel overeenkomende woorden en klinkers met het Oudengels en het Oudsaksisch. Dus exacte taalgrenzen bestonden nog niet. 
Het oudst zijn enkele fragmenten uit de Salische Wet die Oudnederlands zijn. Clovis' Lex Salica dateert van rond 510, en hoewel dat wetboek in het Latijn was, bevatte het woorden en woordverklaringen in het Oudnederfrankisch die als Oudnederlands worden beschouwd. Deze verklaringen werden veelal gegeven in de vorm van losse woorden, de zogenoemde Malbergse glossen. Het manuscript bevat ook een bepaalde opeenvolging van glossen, die samen een zinnetje vormen. Deze formule werd uitgesproken bij het vrij verklaren van een laat, een halfvrij persoon. Het is deze frase die nu door het Oudnederlands woordenboek als 'oudste zin in het Oudnederlands' wordt beschouwd.
| Maltho  | thi | afrio            | lito |
| Ik meld | je: | ik bevrijd [je], | laat |

Een van de bekendste Nederlandse teksten, Hebban olla vogala, dateert uit ongeveer 1100 en moet geschreven zijn door een anonieme kloosterling.
Hebban olla vogala nestas hagunnan
hinase hi(c) (e)nda thu
uu(at) unbida(n) (uu)e nu
De Latijnse vertaling schreef hij erboven, voor de andere kloosterlingen.
abent omnes volucres nidos inceptos
nisi ego et tu
quid expectamus nu(nc)
Hedendaags Nederlands:
Alle vogels zijn met hun nesten begonnen
Behalve jij en ik
Waar wachten we nog op

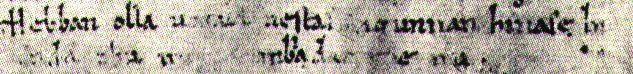
Facsimile-weergave van het Hebban olla vogala fragment.

Een ander dateerbaar fragment in het Nederlands is een regeltje tekst uit 1130 dat gevonden werd in het evangeliarium van Munsterbilzen, daterend van de 9de eeuw. Dit evangeliarium wordt thans bewaard in de bibliotheek der Bollandisten te Brussel onder nr. 299. Het regeltje luidt:
Tesi Samanunga vvas edele unde scona
of in het hedendaags Nederlands:
Deze (klooster-)gemeenschap was edel en schoon

## Middelnederlands

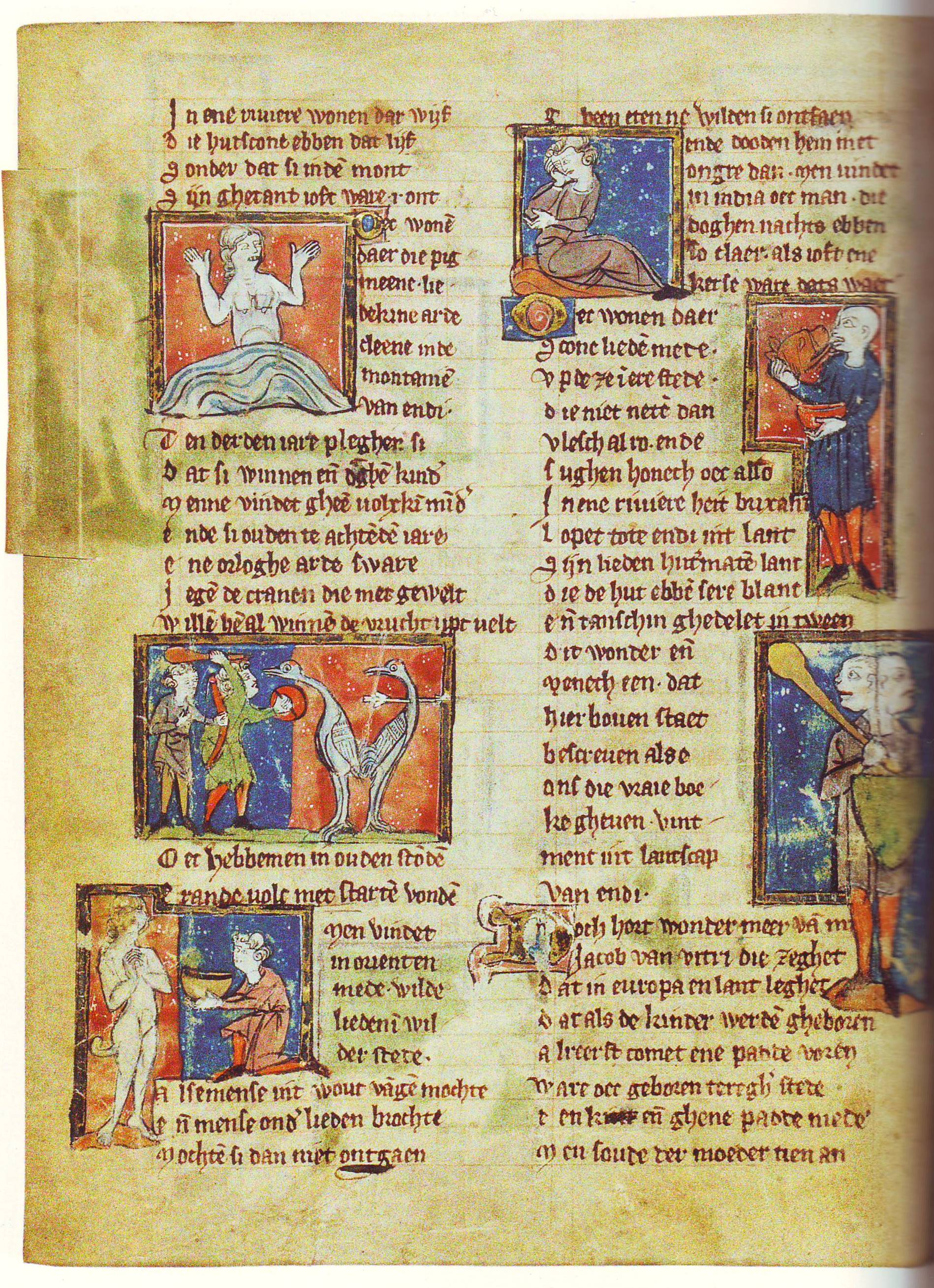
Jacob van Maerlant, Der naturen bloeme, de eerste encyclopedie in de volkstaal (ca. 1270).

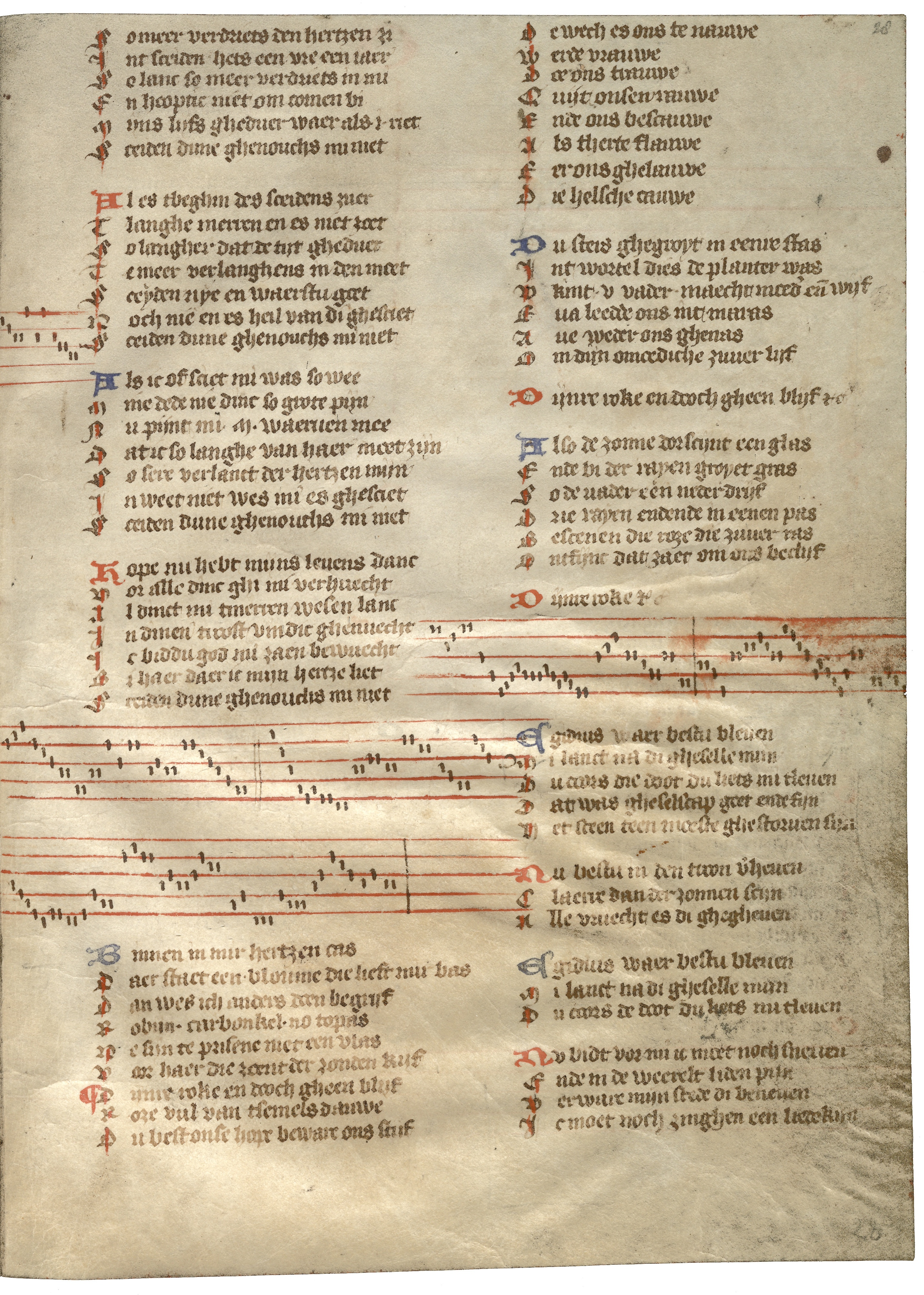
Fol. 28r van het Gruuthuse-handschrift, met rechtsonder het lied 'Egidius waer bestu bleven', met notenschrift.

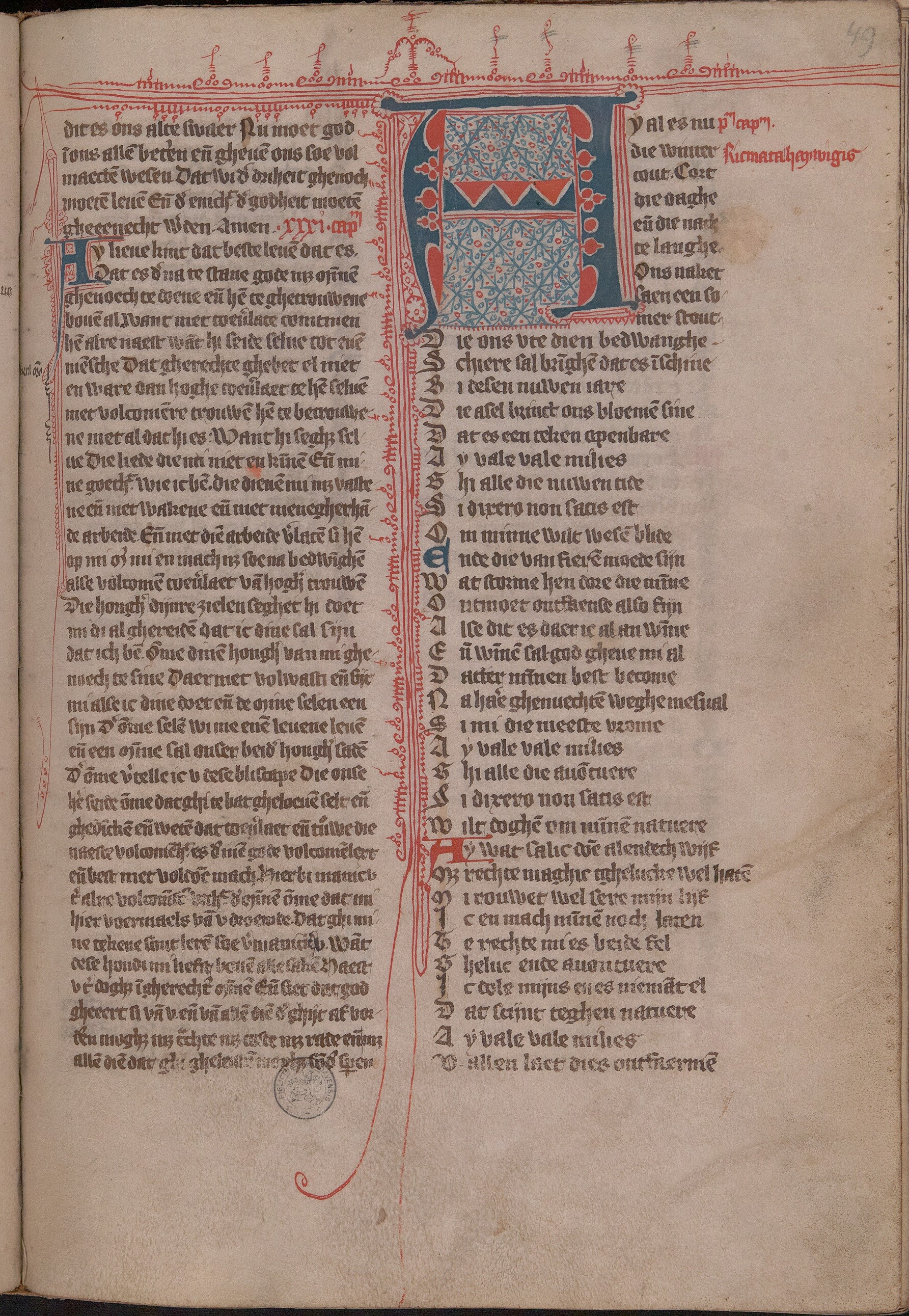
Gedicht van de middeleeuwse mystica Hadwijch.

Het Middelnederlands is een voorloper van de moderne Nederlandse taal. Het werd ruwweg tussen 1200 en 1500 in het huidige Nederlandse taalgebied gesproken en was de opvolger van het Oudnederlands. Middelnederlands wordt ook wel Diets genoemd, vooral door niet-taalkundigen. Linguïstisch gezien is Middelnederlands niet meer dan een algemene naam voor een aantal (niet altijd even nauw verwante) talen of dialecten die in de late middeleeuwen in het huidige Nederlandse taalgebied werden gesproken en geschreven. Er was toen nog geen standaardtaal, maar alle Middelnederlandse dialecten waren vermoedelijk in meer of mindere mate wederzijds verstaanbaar. De spelling van het Middelnederlands volgde de spreektaal, die per streek sterk kon verschillen. Dit was aanvankelijk niet zo belangrijk toen er nog weinig in de volkstaal op schrift werd gesteld en de meeste mensen, buiten de hogere geestelijke stand, ook analfabeet waren en er dus niet veel gelezen werd. 
Tot eind twaalfde eeuw werden alle belangrijke geschriften en officiële documenten in het Latijn geschreven wat de lingua franca van de Europese elite was. Uit die periode dateren echter ook de eerste Nederlandstalige stukken. Dat blijkt uit afschriften uit 1237 van legislatieve teksten uit Gent in het Nederlands van 1178, 1204-1211 en 1218. Dat zijn vertalingen van inhoudelijk identieke teksten in het Latijn. De  statuten van de leprozerie van Gent is de oudste, in het origineel overgeleverde niet-literaire tekst in het Middelnederlands. Het handschrift dateert van 1236. Ook dat  is een vertaling van een inhoudelijk identieke tekst in het Latijn die vrijwel gelijktijdig is opgesteld. De beroemde schepenbrief van Bochoute uit 1249 is de vroegste in het Nederlands opgestelde notariele akte. Hiervan heeft ook nooit een Latijns equivalent of voorbeeld bestaan.  Vanaf 1262 worden in Brugge praktisch alle ambtelijke bescheiden uitsluitend in de landstaal opgesteld. Dit voorbeeld wordt dan in de loop van de eeuw nagevolgd door andere steden in Vlaanderen, Holland en Zeeland. De grafelijke kanselarij van Holland en Zeeland blijft tot even na 1280 de meeste stukken in het Latijn opstellen. Vanaf 1285 zijn echter ook binnen die kanselarij de in het Latijn opgestelde stukken duidelijk in de minderheid. Nog een decennium later wordt alleen nog voor buitenlandse geadresseerden Latijn of Frans gehanteerd.,

### Onderscheid met Oudnederlands
Middelnederlands onderscheidt zich van Oudnederlands onder meer door het afzwakken van de vocalen, ook wel vocaalreductie genoemd. Voorbeeld vogala wordt vogele (in modern Nederlands: vogels). Hoewel er in het Middelnederlands veel meer is overgeleverd (in de vorm van handschriften en de vroegste gedrukte boeken) dan van Oudnederlands en dit de begrenzing in de tijd bepaalt, is het onderscheid dus mede taalkundig van aard: zie onder meer A. Quak en J.M. van der Horst, Inleiding Oudnederlands (Leuven, 2002) en M.C. van den Toorn et al., Geschiedenis van de Nederlandse taal (Amsterdam, 1997). In het zogeheten Corpus Gysseling (1977-1987) zijn naast de Middelnederlandse teksten tot 1301 ook alle Oudnederlandse teksten opgenomen.

### Grammatica
De grammaticale opbouw van Middelnederlandse teksten verschilt grondig met die van het moderne Nederlands. Waar naamvallen in de moderne taal beperkt blijven tot enkele uitzonderingsgevallen en versteende uitdrukkingen, zijn ze in het Middelnederlands nog volop aanwezig. De taal kent vier verschillende naamvallen: de nominatief, de accusatief, de genitief en de datief. In de loop van de tijd is er een evolutie naar minder naamvallen merkbaar. Het naamvallengebruik heeft als gevolg dat er geen strikte woordvolgorde in een zin nodig is, wat voor iemand die Nederlands kent vaak vreemd kan aandoen. Vooral in rijmteksten wordt vaak de woordvolgorde aangepast. Als tweede valt ook de tweeledige ontkenning op. Een ontkenning bestaat uit twee delen, vaak 'niet' en 'ne'. Echte strikte regels bestonden er nog niet, dus uitzonderingen zijn volop waarneembaar.

### Dialectgroepen
In het Middelnederlands kan men vijf hoofdgroepen aanwijzen:
1. Brabants is de taal van het gebied waar nu de moderne Nederlandse provincies Noord-Brabant en de Belgische provincies Vlaams-Brabant, Antwerpen, evenals het Brussels Hoofdstedelijk Gewest, de oostelijke gebieden van het huidige Oost-Vlaanderen, de noordelijke delen van Waals-Brabant en het zuiden van Gelderland en ligt aan de basis van het huidige gestandaardiseerde Nederlands;
2. Hollands werd voornamelijk gesproken in de huidige provincies Noord- en Zuid-Holland en delen van Utrecht;
3. Limburgs werd gesproken in het moderne Nederlands (ten zuiden van Venlo) en Belgisch Limburg;
4. Oostmiddelnederlands werd gesproken in het gebied van de moderne provincies Gelderland (behalve het rivierengebied), Overijssel, Drenthe en delen van Groningen. De Oostmiddelnederlandse dialecten vormden de meest westelijke Nedersaksische dialecten.
5. Vlaams (soms onderverdeeld in West-Vlaams en Oost-Vlaams) werd gesproken in de moderne regio van West- en Oost-Vlaanderen, alsmede in Zeeuws-Vlaanderen en Frans-Vlaanderen.

De Limburgse en Oostmiddelnederlandse dialecten hebben ten dele mede de eigenschappen van respectievelijk Middelhoogduits en Middelnederduits. Het Oostmiddelnederlands en het Limburgs waren toen nauwer verwant aan de aangrenzende dialecten die ten oosten van de latere landsgrens werden gesproken dan aan het Middelnederfrankisch - ofwel het Vlaams, Brabants en Hollands.

## Nieuwnederlands (16de en 17de eeuw)

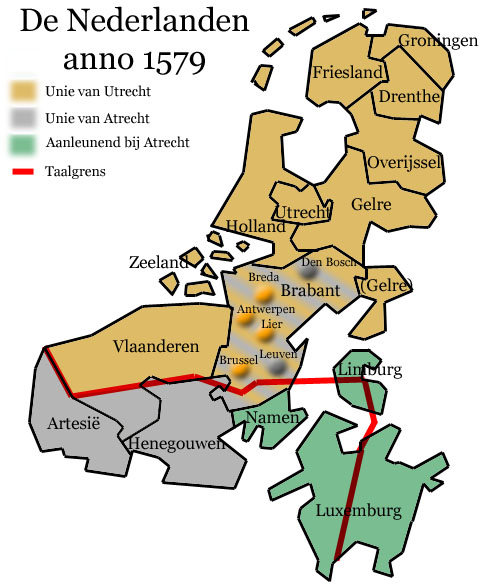
De Unies van Utrecht en Atrecht en de taalgrens.

Het Nieuwnederlands ontstaat uit het Middelnederlands. Door de Tachtigjarige Oorlog vluchtten vele Zuid-Nederlanders naar de Noordelijke Nederlanden, vooral naar Holland, waar de Nederlandse standaardtaal zal ontstaan. Het Nederlands werd steeds belangrijker met de onafhankelijkheid van Nederland. Veel Latijnse boeken en diensten werden vervangen door Nederlandse en er kwamen steeds meer Nederlandse (wetenschappelijke) boeken. Het Nederlands zou kort daarna ook een grote rol gaan spelen buiten Europa met ontdekkingsreizen en kolonisatie.
In de 16e eeuw, toen de geletterdheid onder de 'gewone' bevolking sterk steeg en daardoor ook het Nederlands steeds belangrijker werd als schrijftaal, werden verschillende pogingen ondernomen een eenduidige spelling te realiseren. Uiteindelijk gaf de Staten-Generaal opdracht om de Bijbel vanuit de grondtekst te vertalen. Dit resulteerde in 1637 in een vertaling die bekend werd als de Statenvertaling. De invloed van deze vertaling op de ontwikkeling van de Nederlandse taal is in het verleden sterk overdreven voorgesteld. De feitelijk belangrijkste invloed is beperkt tot de komst van een aantal Duitse leenwoorden en een aantal uitdrukkingen waarvan slechts ongeveer de helft teruggaat op een bijbelvertaling zelf, en dan nog niet eens speciaal op deze vertaling. Op de spelling en grammatica heeft deze vertaling geen invloed gehad. De vertaling was zelf al bij de eerste uitgave van 1637 archaïsch en week toen ook al af van wat gebruikelijk was. De Statenvertaling volgde de ontwikkeling van het Nederlands of week daar zelfs van af; zij heeft nooit een leidende rol gespeeld.
Basis voor het Standaardnederlands vormen de Frankische dialecten van de gewesten Holland en Brabant. Saksische elementen zijn vooral de werkwoordsvormen op -acht (bracht, gebracht; dacht, gedacht) en het wederkerend voornaamwoord zich. De derde grote taal/dialectgroep in de Lage Landen, het Fries, dat immers een eigen taal vormt, heeft bij de ontwikkeling van het Standaardnederlands vrijwel geen rol gespeeld.
Zowel Nederland als de Nederlandse taal werden erg belangrijk gedurende de Gouden Eeuw. Amsterdam werd een van de grootste steden en was de "Stapelmarkt van Europa": De belangrijkste en rijkste stad ter wereld waar van over de hele wereld handelaars naartoe kwamen. Nederland kreeg een goede reputatie over de hele wereld en werd het rijkste land door de handel. Hoewel Nederlandse literatuur niet zo heeft bijgedragen aan een goede reputatie (in tegenstelling tot beeldende kunst en wetenschap) behoren Huygens, Bredero, Hooft en Vondel toch tot het beste wat in het Nederlands is geschreven.
Er kwam steeds meer eenheid in de Nederlandse taal. En er werd ook gestreefd naar zowel een algemene schrijftaal als een algemene spreektaal die daarop is gebaseerd. Petrus Francius betoogde dat de Hollanders hun eigen taal zo slecht beheersten, dat hij in 1699 een uitvoerige voorrede bij een vertaling van een Griekse leerrede schreef, waarin stond:
Alle menschen kunnen geen Redenaars zijn, maar alle menschen kunnen, en behooren, goed "Duitsch"* te spreeken, die inboorlingen deezer landen zijn. In den gemeenen ommegang kan men hier niet altoos op letten, en het riekt eenigszins naar neuswijs-heidt; maar wat onachtzaamheidt is het, als men in 't openbaar óf schrijven óf spreeken wil, hier geen acht op te slaan? Is het niet fraey, een Hollander te zijn, en geen Hollandsch te kennen? (...) Aen doorluchtige voorgangers hapert het niet. In plaats van deezen te volgen, volgt ierder zijn hooft: Elk schikt het naar zijn begrip, elk heeft een taal op zijn handt, elk meent goed Hollandsch te spreeken; en ondertusschen spreekt men een taal, daar men zich over moet schammen, en die nergens minder, dan naar Hollandsch, gelijkt.
- Duitsch = Nederlands (eerder genoemd als Diets, Dietsch, Diedsch en het Engelse Dutch, later Neder-Duytsch en Low Dutch genoemd)

Het Nederlands werd door de koloniale grootmacht naar alle windstreken gestuurd. Het Nederlands gaat hierbij ook een rol spelen in de koloniën en in de handel.

## De naam van de taal
Toen er nog geen standaardtaal was, bestond er alleen behoefte aan een woord om de Germaanse volkstaal van de schrijftaal, het Latijn, te onderscheiden. Dat woord kennen we echter alleen uit geschreven teksten en dus slechts in zijn gelatiniseerde vorm: theodiscus. Vermoedelijk is dat afgeleid uit een Germaans þeudisk, letterlijk: "volks". In de eerste geschreven Nederlandstalige teksten wordt die "volkstaal" aangeduid met een woord dat de directe afstammeling van þeudisk lijkt: dietsc of duutsc. Tegenwoordig wordt dat vertaald met Diets of Duits. De vormen "Diets" en "Duits" waren slechts varianten in spelling of dialect, die soms in dezelfde tekst naast elkaar gebruikt werden. Er werd geen onderscheid mee uitgedrukt tussen een "Nederlands" of "Duits" in moderne zin maar ze duiden beiden hetzelfde aan: de West-Germaanse dialecten zoals die van het Kanaal tot aan Polen gesproken werden, voornamelijk in tegenstelling tot de Romaanse spreektalen, zoals het Frans, Occitaans en Italiaans. Het Engelse woord Dutch is hiervan afgeleid met oorspronkelijk dezelfde betekenis.
Tegen de zestiende eeuw deed de opkomst van de standaardtalen, in de Nederlanden steeds sterker een tegenstelling voelen tussen de eigen Nederfrankische standaard en het Hoogduits. Er ontstond zo een behoefte dat onderscheid uit te drukken. In Vlaanderen, Brabant en Holland begon men de lokale schrijftaal het Nederlands te noemen en de Hoogduitse schrijftaal het Overlands, zoals blijkt uit een in 1514 in het toenmalige culturele centrum van de Nederlanden Antwerpen gedrukte Pronosticatie van den jare 1514 uten overlantschen ghetrocken in den nederlantschen ("Voorspellingenboek voor het jaar 1514 uit het Overlands omgezet in het Nederlands"). In 1550 is het woord Nederlands al gemeengoed in het Zuiden, getuige daarvan het boekje van de Gentenaar Joas Lambrecht "Nederlandsche Spellijnghe". Dit onderscheid met het Hoogduits bleef echter niet beperkt tot de Nederfrankische gebieden want in de Nedersaksische streken noemde men de eigen taal ook nederlendisch. In dezelfde periode waren ook al de provinciale varianten als Vlaams of Hollands gangbaar, soms ook als benaming van het geheel van het Nederlands. Door de expansie van de Republiek geraakte de taal op veel plaatsen in de wereld gekend als Hollands. Juist in de Republiek echter werd gedurende de zeventiende en achttiende eeuw in toenemende mate de benaming Neder-Duitsch toegepast in plaats van "Nederlands", wat zuiverder de tegenstelling aangaf met een Hoogh-Duitsch. In loop der negentiende eeuw raakte het woord Nederduits als aanduiding voor het Nederlands weer in onbruik toen men het als ongepast begon te ervaren in relatie met een zich politiek verenigend Duitsland. Het Nederlands was dus een taal met vele namen.

## Nederlandse woordenboeken

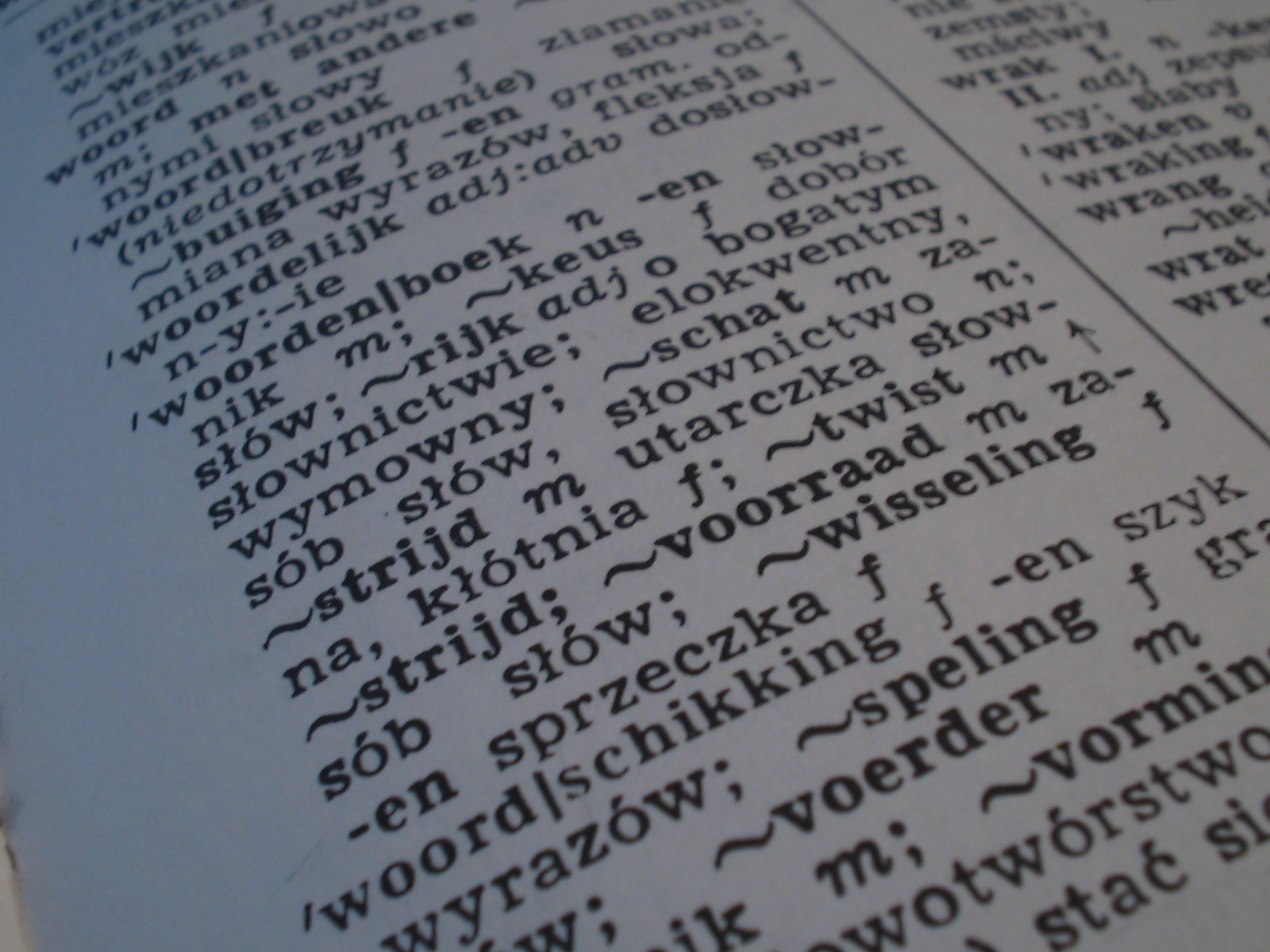
Een fragment uit een Nederlands-Pools woordenboek

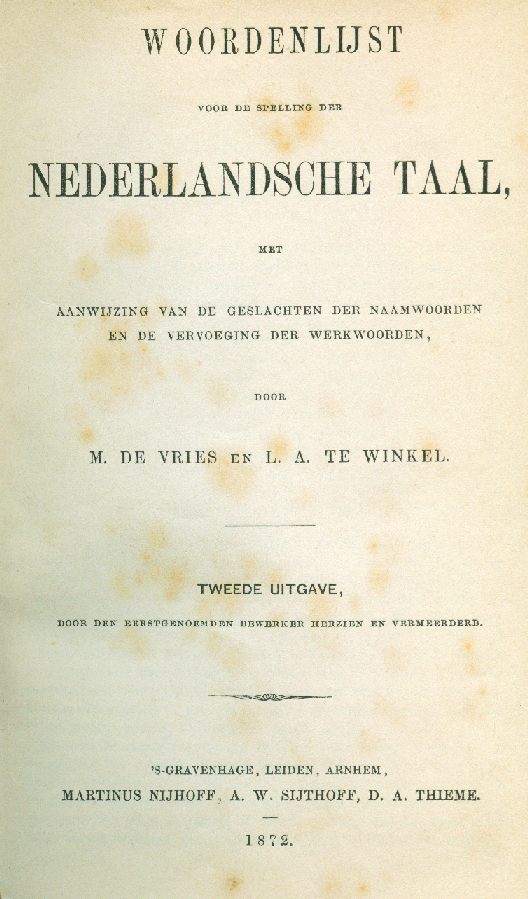
Titelpagina van de Woordenlijst van De Vries en Te Winkel (2e druk, 1872)

De eerste Nederlandse woordenboeken kwamen uit de 16e eeuw en waren vooral gericht op het Latijn en later op het Frans en af en toe op het Engels. In 1691 publiceerde W. Séwel A New Dictionary English and Dutch - Nieuw Woordenboek der Nederduytsche en Engelsche Taale, dit woordenboek was zowel voor Nederlandstaligen als Engelstaligen bedoeld. Een Nederlands woordenboek bestond echter niet. De eerste poging werd gedaan door de predikant Petrus Weiland, hij maakte een elfdelig "Nederduitsch Taalkundig Woordenboek", dit was echter onvolledig en zeer gebrekkig en werd dus niet goedgekeurd. De Franse koning van Nederland, Lodewijk Napoleon die een liefde had voor het Nederlands van zijn onderdanen vond dat er een Nederlands woordenboek zou moeten komen. Lodewijk Napoleon was erg geliefd in Koninkrijk Holland en was bekend om zijn uitspraak "Iek ben Konijn van Olland".
Het plan voor een Nederlands woordenboek was dus al een groot plan. Na de Franse overheersing werd er nog maar weinig van "Nederduits" gesproken als aanduiding van de landstaal. De naam van taal was steeds meer gewoon Nederlands - een begrip dat reeds sinds de 17de eeuw in gebruik was. In 1849 kwamen Nederlandse en Vlaamse geleerden bijeen in het eerste Taal- en Letterkundige Congres in Gent. Dit was de eerste keer na de omwenteling van het Verenigd Koninkrijk der Nederlanden dat de Nederlandstaligen uit beide landen bijeen kwamen. De Vlamingen zochten steun bij de Nederlanders omdat er in België eigenlijk geen ruimte was voor een Nederlandse taal. In 1851 werd er een ontwerp van het woordenboek gepresenteerd, De Vries en Te Winkel die gesteund werden door minister Thorbecke met 500 gulden subsidie per jaar ontwierpen de spelling van de Nederlandse taal. Die als eerste in België werd aangenomen. Het eerste deel van het Woordenboek der Nederlandsche Taal (A-Ajuin) kwam uit in 1882.
O, luid weerklink de lofbazuin!
Het Woordenboek kwam tot ajuin
In dertig jaren al; dat heet
Zijn tijd voorzeker welbesteed
 't Duurt nu geen dertig jaar gewis
Eer 't tot azijn genaderd is;
Stel voor elk verdre letter maar
Tweederde van die dertig jaar,
Dan staat al na een eeuw of vier
 't Geheel gedrukt reeds op papier!
Van Dale is de beroemde opvolger van Te Winkel en De Vries. Van Dale is vooral bekend als uitgever van het Van Dale Groot woordenboek der Nederlandse taal, beter bekend als de Dikke Van Dale. Andere uitgaven zijn een woordenboek Hedendaags Nederlands, vertaalwoordenboeken voor moderne vreemde talen, een idioomwoordenboek en een serie praktijkgidsen (waaronder het Stijlboek NRC Handelsblad uit 2000 en het Stijlboek VRT uit 2004). De Dunne Van Dale is het woordenboek op cd-rom.
Het Nederlandse woordenboek is het grootste woordenboek ter wereld en er wordt thans gewerkt aan een uitgebreid Nederlands woordenboek op internet.

## Nederlandse spelling
De Nederlandse spelling is in Nederland, Vlaanderen en Suriname officieel geregeld. Het betreft, in gewijzigde vorm, de zogenoemde spelling De Vries en Te Winkel. Deze spelling, opgesteld in 1863, is in België ingevoerd in 1864 en in Nederland in 1883. Zij is vervolgens nog een aantal malen gewijzigd:
- in 1946 (België)
- in 1947 (Nederland)

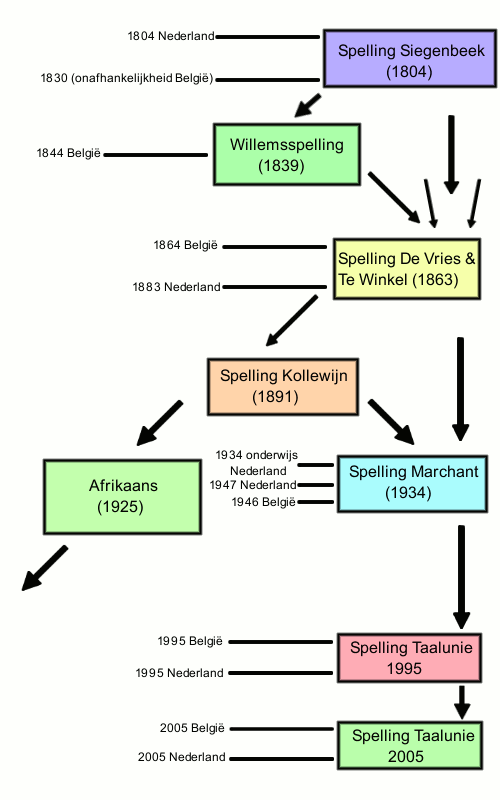
Schematisch overzicht van de verschillende spellingen in Nederland, België, Suriname en Zuid-Afrika

- in 1996 (Vlaanderen en Nederland) via de inmiddels opgerichte Nederlandse Taalunie
- op 1 augustus 2006 (Vlaanderen en Nederland).

Hoewel de vastgelegde spelling in zowel Nederland als Vlaanderen alleen verplicht is voor overheid en onderwijs geven veel taalgebruikers er de voorkeur aan haar eveneens te volgen. De richtlijn die hierbij in de regel als uitgangspunt wordt genomen is de Woordenlijst Nederlandse taal, beter bekend als het Groene Boekje. Tot 1925 had Zuid-Afrika dezelfde spellingsregels als Nederland en België.

## De taalgrens tussen Nederlands en Duits
De taalgrens tussen het Nederlands en het Duits is geleidelijk tot stand gekomen en de precieze locatie ervan is grotendeels het gevolg van politieke factoren. Ondanks de stamverschillen en opeenvolgende klankverschuivingen bleef er een zogenaamd dialectcontinuüm bestaan: vanaf het gebied van het huidige Noord-Frankrijk tot in Oost-Duitsland liepen de West-Germaanse dialecten in elkaar over, iets wat ze in zekere zin nog steeds doen. Enige grens die men in dat historische continuüm zou willen trekken tussen een Nederlands en een Duits is altijd willekeurig. Eerder nog dan in de Nederlanden begon er een eigen standaardtaal te ontstaan in het midden van het huidige Duitsland. Dit was een over een veel groter gebied gespreide geleidelijke ontwikkeling waarvan sommige onderzoekers de kern leggen in de Hoogfrankische dialecten aan de Rijn, anderen het centrum zien in de Middelsaksische bestuurstaal van het Keurvorstendom Saksen die een extra status kreeg door de Bijbelvertaling van Maarten Luther. Het zo ontstane "Hoogduits" werd al in de loop van de zestiende eeuw door grote gebieden buiten het oorsprongsgebied als standaard aanvaard voor gebruik in het bestuur, de religie, de wetenschap en de handel; rivaliserende opkomende standaardtalen verloren daarmee de competitie. Het eerst gebeurde dat in het zuiden, in streken waar Zwabische en Beierse dialecten gesproken worden en zich een gemeenschappelijk Opperduits aan het ontwikkelen was, en uiteindelijk ook in het noorden waar de Nedersaksische Hanzetaal als schrijftaal verdrongen werd. De meeste continentale West-Germaanse dialecten gebruiken aldus tegenwoordig het Hoogduits als standaardtaal, of daktaal, die dan simpelweg "Duits" genoemd wordt. Deze zogenaamde Hoogduitse expansie drong echter nauwelijks door tot in de Nederlanden waar de provincie Holland in deze periode haar Gouden Eeuw beleefde. Wel waren er wat ontleningen uit het Hoogduits. De scheiding tussen de invloedssferen van beide standaardtalen viel ongeveer samen met de oostelijke grens van het machtsgebied van de Republiek der Zeven Verenigde Nederlanden die meteen de Spaanse Nederlanden afschermde. Bepaalde gewesten die nu ten oosten van de taalgrens liggen, gebruikten in de achttiende eeuw nog overwegend Nederlands als standaardtaal, zoals Oost-Friesland, het Graafschap Bentheim, delen van Opper-Gelre en het Hertogdom Kleef. Eind negentiende eeuw ontstond er een staatsgrens tussen Nederland en een verenigd Duitsland. In de loop van de twintigste eeuw werd deze staatsgrens ook op dialectniveau een taalgrens doordat, onder andere vanwege het massaonderwijs en sterke interne migratie, de spreektaal in beide landen steeds verder de standaardtaal benaderde. Dit is mede een reden het begrip "Nederduits" alleen voor de dialecten in Duitsland te gebruiken.
Voor zoverre de dialecten nog bestaan, zijn ze echter zeer variabel. Dat geldt niet alleen voor het grote Duitse grondgebied maar ook voor de veel kleinere gebieden in Nederland en België. Ten dele komt dit doordat de staatsgrens geen oorspronkelijke dialectgrens is. In het oosten van Nederland worden dialecten gesproken die naar keuze als een oostelijke tak van het Nederlands of als een voortzetting van het Nedersaksisch kunnen worden aangeduid. Problematisch is de situatie in het noordelijke Rijnland waar Nederfrankische dialecten gesproken worden. Deze kunnen, als de term "Nederduits" beperkt wordt tot Nedersaksische varianten, niet goed geclassificeerd worden. Dit wordt wel opgelost door hier een Nederlands taalgebied in Duitsland aan te nemen. In Belgisch Limburg en het zuiden van Nederlands Limburg worden Frankische dialecten gesproken die volgens het criterium van de Tweede Germaanse klankverschuiving "Middelduits" zijn en die rondom de Duitse grens overlopen in het Ripuarisch, een vorm van Middelfrankisch. Deze dialecten in Belgisch en Nederlands Limburg worden ook wel als een aparte taal - het Limburgs - behandeld. Het Limburgs heeft een officiële status als streektaal in het Europees Handvest voor regionale talen of talen van minderheden.

## De taalgrens tussen Nederlands en Frans

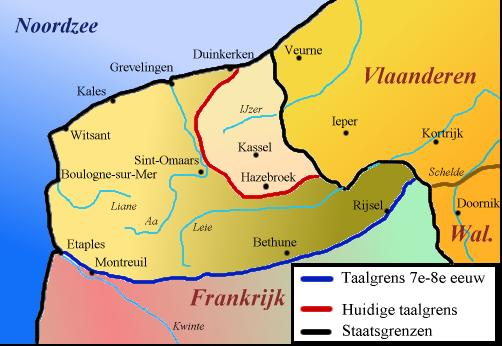
De taalgrens in de 7e eeuw en de huidige taalgrens.

Terwijl er in het oosten tussen het Nederlands en het Duits een geleidelijke en recente grens bestaat, is in het zuiden de taalgrens tussen het Nederlands en het Frans ouder en tegenwoordig abrupt. Waar tijdens de Romeinse tijd de grens tussen het Germaans en het Romaans in de Nederlanden lag, is zeer onduidelijk. De Keltische en Germaanse stammen in het Romeinse Rijk waren in de derde eeuw min of meer geromaniseerd. In de vierde eeuw begonnen niet-geromaniseerde Franken geleidelijk het noorden van het Gallo-Romeinse Belgica te koloniseren. In de vijfde eeuw ontstond een Frankisch Rijk waarbij Franken zich veel zuidelijker vestigden, tot aan de Loire toe. In deze fase was er geen duidelijke taalgrens: in het noorden werden dichterbevolkte Romaanse enclaves omsloten door Frankisch vestigingsgebied, in het zuiden vormden Frankische nederzettingen Germaans sprekende eilandjes in een verder Romaanse omgeving. Nadat vanaf de zevende eeuw de kolonisatie stagneerde, werden de enclaves geleidelijk geassimileerd en consolideerde zich een taalgrens, een proces dat tegen de elfde eeuw voltooid was. Contacten tussen het Romaans en Germaans kunnen ook geleid hebben tot een mate van creolisering, waarbij het latere Frans en Nederlands sterker aspecten kregen van een Standard Average European, zoals zich dat bijvoorbeeld uit in het gebruik van lidwoorden en van "hebben" als hulpwerkwoord.
Het ontbreken van een echte taalgrens in de vroege middeleeuwen betekent ook dat die geen enorme bewegingen gemaakt kan hebben; de oude hypothese dat die eerst over grote afstand naar de Loire opgerukt was om dan weer naar het noorden te wijken, is onhoudbaar. Na de consolidatie waren er geen belangrijke verschuivingen meer met uitzondering van het uiterste westen van de grens. In dit gebied vond er eerst een intense Germaanse kolonisatie plaats. De Franken zakten in het gebied van het huidige Vlaanderen af naar het zuidwesten, langs de Schelde en de Leie. Daarbij lieten ze de Romeinse vesting Doornik aanvankelijk links liggen, dat daardoor Romaans bleef. Rond 432 maakte de Frankische koning Chlodio Doornik wel tot zijn machtsbasis; in 486 werd de hoofdstad Parijs. Het Nederfrankisch was de omgangstaal aan het Doornikse hof en zelfs ook nog enkele eeuwen aan het Parijse hof, maar de volkstaal bleef er Romaans. In de 7e en 8e eeuw waren Picardië, het westen van Artesië en Frans-Vlaanderen, als we afgaan op de plaatsnamen, grotendeels te rekenen tot het Germaanse gebied. Rijsel, Sint-Omaars en het Frans-Vlaamse binnenland waren Frankisch; aan de kust bij Calais en Boulogne-sur-Mer waren er ook Saksische nederzettingen. Tegen de elfde eeuw blijken ook de kuststreken van Picardië weer door de Romaanse gebieden geassimileerd. Ook daarna bleef de grens hier naar het noorden schuiven, mede onder invloed van veroveringen door het koninkrijk Frankrijk in de zeventiende eeuw. Van de achttiende eeuw af begon Frankrijk een taalpolitiek te voeren die een totale vervanging van allerlei lokale dialecten door de Franse standaardtaal nastreefde, maar nog steeds wordt er in de Franse Westhoek door sommigen een Nederlands dialect gesproken.
De relatie tussen het Nederlands en het Frans is erg complex. Het Nederlands heeft niet alleen veel leenwoorden aan het Frans ontleend — ten dele door verspreiding over de taalgrens heen, vooral in West-Vlaanderen — maar het Frans werd vanaf de late middeleeuwen tot in de twintigste eeuw door Nederlandstalige gebieden in de Nederlanden ook gebruikt als schrijftaal en cultuurtaal, soms naast het Nederlands zelf, soms dit helemaal vervangend. Dit deed zich vooral voor in het zuiden, in de Spaanse en Oostenrijkse Nederlanden. Toen België zich in 1830 van Nederland afscheidde, was de positie van het Nederlands daar zo zwak dat er geen echte lokale "zuidelijke" taalstandaard ontstond en de "noordelijke" standaard overgenomen werd ten tijde van de taalstrijd. De invloed van die standaard was echter dermate gering dat de dialecten grotendeels de normale spreektaal zouden blijven. In de grote steden zouden aanzienlijke Franstalige sociale elites zich handhaven of uitbreiden. Ook in de aan België grenzende Nederlandse stad Maastricht werd door de plaatselijke elite begin twintigste eeuw nog het Frans gebezigd. In de hoofdstad Brussel wordt het Nederlands na een massale verfransing gedurende de twintigste eeuw nog maar door een kleine minderheid gesproken.

## De taalstrijd in België
Hoewel het Nederlands de meest gesproken taal van België is, werd de eerste Nederlandstalige rede in het Belgische parlement pas gevoerd in 1869 onder luid gelach en gejoel van de Franstaligen. Toen de Zuidelijke Nederlanden onder het Spaanse, Franse en Oostenrijkse gezag stonden, moest men Frans kennen om hogerop te komen. De taal van de Europese adel, en dus ook in Vlaanderen was (en is soms nog) Frans. Het sociale leven van de elite in Vlaanderen was dus Frans. In 1813 werd er een nieuw land tussen Pruisen en Frankrijk gevormd, het Verenigd Koninkrijk der Nederlanden (België, Nederland en Luxemburg). Koning Willem I voerde een sterk Nederlands taalbeleid. De Vlaamse universiteiten werden verplicht volledig Nederlandstalig. En het Nederlands zou dé taal worden van het koninkrijk. Dit taalbewind is echter mislukt door de drietaligheid, Nederlands, Frans en Duits (eigenlijk viertalig als Luxemburgs wordt meegerekend) en godsdienstige verschillen.

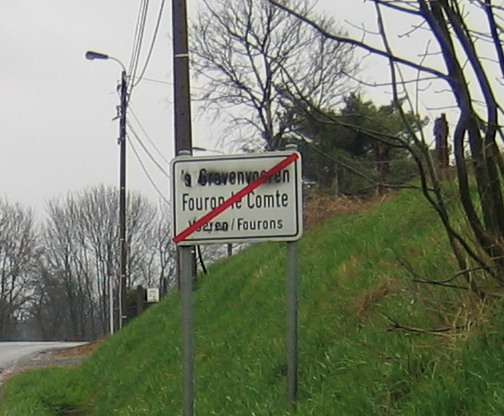
Hedendaagse taalstrijd in de Voerstreek

In 1830 werd de Belgische onafhankelijkheid uitgeroepen — al zou het nog tot 1839 duren voor Willem I de toestand officieel erkende — en de Belgische Franstalige elite (de Belgische adel en rijke burgerij van het economisch dominante Wallonië maar ook de Vlaamse bourgeoisie) bevoordeelde onmiddellijk weer het Frans. In Brussel zou dit leiden tot een massale verfransing van de stad. Het Nederlands zou nog lange tijd een tweederangstaal zijn en op sommige vlakken is dit nog steeds het geval, hoewel Wallonië thans economisch gezien erg afhankelijk is van Vlaanderen. Het Nederlands werd gelijkgesteld aan het Frans in 1898 op aandringen van de Vlaamse Beweging.

## Historische spreiding van het Nederlands buiten Nederland en België

### Aruba, Curaçao en Sint Maarten
Toen de Nederlanders in 1634 Curaçao op de Spanjaarden veroverden, bestond er geen uitgebreid onderwijssysteem op de ABC-eilanden. De West-Indische Compagnie zag het echter als haar plicht om goed onderwijs te verzorgen en stuurde dus een Nederlandse schoolmeester naar Curaçao. Deze docent verzorgde lessen in het lezen, schrijven, rekenen en het Nederlands. Terwijl op de plantages en de zoutmijnen het Papiaments verrees als een echte taal, verzette een klein deel van de bewoners (voornamelijk Nederlandse protestante kolonisten) zich tegen het gebruik van deze ongewenste (voor hun onverstaanbare) taal. Het Nederlands is thans de officiële taal van Aruba, Curaçao en Sint Maarten en vrijwel iedereen spreekt het, maar op de Benedenwindse eilanden is Papiaments en op de bovenwindse Engels de meest gesproken taal.
Een fragment van Curaçao over de kennis van talen.
Niet alleen de Negers, Mulatten en andere kleurlingen spreken dit jargon, maar ook de blanken, vooral de Creolen, wier kinderen, door Negerinnen gezoogd, door dezelfde eerste indrukselen ontvangende, niets dan Creoolsch of Papiament spreken, en dan naderhand het Hollandsch of Nederduitsch doorgaans gebrekkig en onvolkomen leeren, hetzelve nog gebrekkiger lezende en schrijvende. Deze kwade gewoonte, vooral onder de schoone kunne is zoo ingeworteld, dat daaraan geen verbeteren schijnt te zijn.
Het onderwijsstelsel was aan het begin van de negentiende eeuw behoorlijk uitgebreid en er werd op sommige scholen les in het Papiaments gegeven, aangezien de bevolking van de plattelandsgebieden uitsluitend het Papiaments beheerste. Vooral de recent uit Nederland aangekomen kolonisten verzetten zich hier fel tegen. Op aandringen van deze bewoners werd in 1838 besloten dat Papiaments geen instructietaal mocht zijn. Het was echter niet zo dat hierdoor Nederlands de enige instructietaal in het onderwijs werd. Tijdens de 18de en 19de eeuw waren Spaans en Frans namelijk zeer belangrijke talen voor de koloniale elites, die zich voor het merendeel niet van de Nederlandse taal bedienden. Aangezien er sprake was van een voortdurende latiniseringsproces (Hoetink, 1987), ging zelfs de koloniale elite van Nederlands-Protestantse afkomst zich op den duur beter bedienen in het Spaans dan in het Nederlands. Pas na de komst van de Koninklijke Shell kreeg Nederlands de status als dominante instructietaal in het onderwijs. Het Nederlands is nu de taal van het onderwijs, vooral van het middelbaar onderwijs en de hogere scholen. Op sommige basisscholen wordt lesgegeven in het Papiaments en Engels. Wat een beetje tegen werd gewerkt want wie hogerop wil komen, moet goed Nederlands beheersen.

### Nederlands-Indië (en Indonesië)
Het Nederlands is eeuwenlang een officiële taal geweest in de Indische Archipel, toen die, of delen ervan, door de Nederlanders werd gekoloniseerd. Het is sinds de overdracht van West Papoea/Nieuw-Guinea aan Indonesië in 1963 geen officiële taal meer.

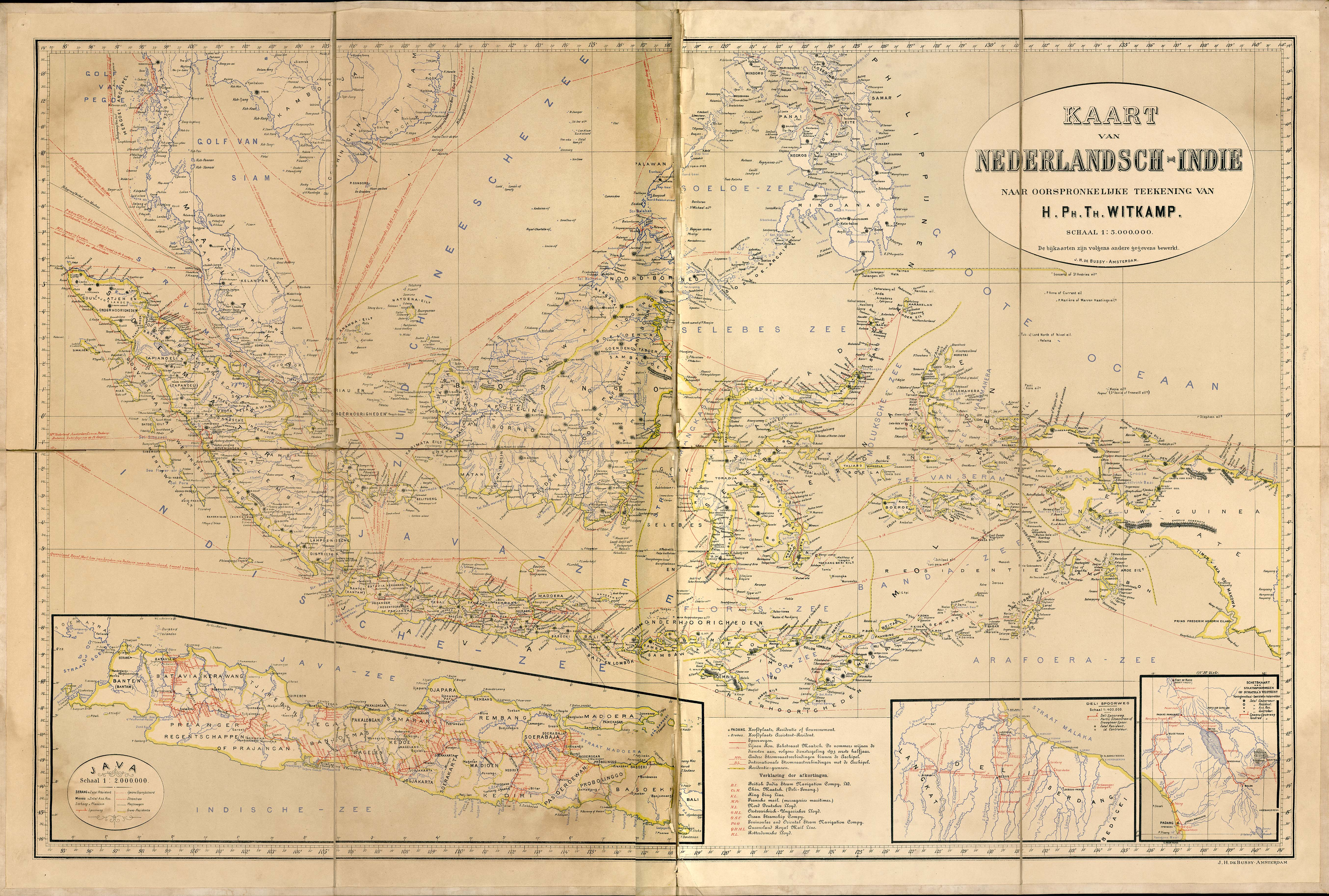
Nederlands-Indië in 1893

Na de onafhankelijkheid van Indonesië bleven velen nog lang Nederlands spreken. Als je Nederlands spreekt, is dat in sommige streken nog steeds een bewijs van een goede opvoeding. Hoewel de Indonesiërs fel tegen de Nederlanders waren geworden na de oorlog, bleven velen het respect voor de Nederlandse taal houden. Ook Soekarno, de eerste president en uitroeper van de Republiek Indonesië, bleef Nederlands spreken en las jaarlijks veel Nederlandse boeken. Het Nederlands was nog niet uitgestorven in de regio.

### Belgisch-Congo

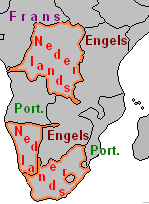
De Vlaams nationalistische droom in Afrika.

In Belgisch-Congo heeft het Nederlands maar zwakke rollen gehad. Hoewel de Nederlandstaligen er wel in de meerderheid waren. Aan het eind van de koloniale periode werd het aantal Vlamingen geschat op 50 000 van de 80 000 Belgen. 70 % van de Belgische bevolking in Leopoldstad zou Vlaams zijn. Maar toch werd het Frans aangeleerd aan de Congolezen. De officiële taal van het tegenwoordige Democratische Republiek Congo is nog steeds Frans. De Vlamingen kenden enkele toneelscholen en andere activiteiten in de kolonie, er ontstond een Nederlandstalig tijdschrift daar, maar de kennis van het Nederlands onder de Congolezen werd niet groter. Vandaag de dag spreken enkele Congolezen een handje vol Nederlands, dat terwijl Congo tot 1960 Belgisch was. Veel Vlaamse nationalisten zagen een kans om met Congo en Zuid-Afrika een Groot-Diets (Nederlandstalig) Rijk op te bouwen dat een tegenwicht tegen Franstalig en Engelstalig Afrika zou zijn.

### Suriname
Het Nederlands deed zijn intrede in Suriname in 1667 toen de Nederlanders Suriname veroverden op de Britten. Door de verschillende bevolkingsgroepen die in de loop der eeuwen naar Suriname zijn gekomen, worden er meer dan 20 verschillende talen gesproken. Daarvan is Nederlands het grootst en belangrijkst. Het Nederlands is na de onafhankelijkheid in 1975 de officiële taal gebleven. Tegenwoordig is het de moedertaal van meer dan 60 % van de bevolking en is het ook vaak gebruikt als lingua franca (omgangstaal tussen verschillende bevolkingsgroepen). Vroeger was dat vooral het Sranan, wat vrijwel iedereen ook machtig is. Het Surinaams-Nederlands is een eigen vorm van het Nederlands en sinds 2003 is het land lid van de Nederlandse Taalunie.

### Verenigde Staten
De Nederlandse kolonie werd Nieuw-Nederland genoemd en de hoofdstad komt op Manhattan (thans het (zaken-)centrum van New York) en heette Nieuw-Amsterdam. De Nederlanders hadden een tekort aan mankracht, er woonde rond 1650 daar maar 7000 mensen. Dit waren echter niet alleen Nederlandstaligen maar ook veel Walen. Er leefden ook grote groepen Scandinaviërs, Engelsen, Fransen en Duitsers in Nieuw-Amsterdam. Er leefden ook Indianen in het gebied. De Nederlanders waren niet meer dan de grootste minderheid. Toch was de lingua franca het Nederlands. Veel indianen leerden een vereenvoudigd Nederlands om handel met de Nederlanders makkelijk te maken. In 1674 ging de kolonie definitief over in Engelse handen, maar veel namen van plaatsen zijn kenmerkend voor de Nederlandse overheersing.
In New York zelf, een vrijwel volledig Engelstalige stad geworden, werd het laatste Nederlands in de kerk pas vervangen in 1760, een eeuw na de overname. In de meeste gebieden ten noorden van de stad New York klonk het meest Nederlands. Het Nederlands bleef het langst staande in het noorden van New Jersey en in de omgeving van Albany. Nog steeds gebruikten de indianen een vereenvoudigd-Nederlands om contacten te handhaven met de oude kolonisten. Het bleek dat de Paugussett-Indianen nog Nederlands kenden, aldus missionarissen die hen bezochten. Contacttalen waren het Mohawk Nederlands en het Jersey Nederlands, te vergelijken met de Nederlandse dialecten in Guyana en op de Maagdeneilanden.
Na 1850 kwamen er veel Nederlandse (en ook Vlaamse) immigranten naar de Nieuwe Wereld om daar hun heil te zoeken. Ze stichtten daar hun eigen dorpen, kerken, scholen en bedrijven. Op het Calvin College in Grand Rapids (Michigan) was Nederlands een verplicht vak, dit tot de jaren zestig van de twintigste eeuw. Nog steeds is Nederlands hier een belangrijk vak. De laatste grote groep Nederlanders die naar Amerika kwam, ging daarheen na de Tweede Wereldoorlog. Het Nederlands wordt vandaag de dag, hoewel er veel Amerikanen van Nederlandse afkomst zijn, niet zoveel meer gesproken. Men schat op een aantal tussen de 20.000 en 50.000.
In Pella (Iowa) wordt nog beperkt het Pella-Nederlands (Pella Dutch) gesproken.

### Anderen
- Canada

In Canada wonen zo'n 900.000 mensen van Nederlandse afkomst. Bijna allemaal zijn immigranten (en hun kinderen) die na de Tweede Wereldoorlog naar Canada zijn vertrokken. Ongeveer 128.670 mensen spreken het Nederlands als moedertaal daar. Er bestaan in Canada veel Nederlands-Canadese clubs en Nederlandstalige radioprogramma's. Ook leven er voornamelijk in Vancouver en Toronto veel Afrikaners.
- Brazilië

In Brazilië wonen meer dan tienduizend mensen van Nederlandse afkomst. Bijna allemaal zijn immigranten (en hun kinderen) die na de Tweede Wereldoorlog naar Brazilië zijn vertrokken. Er is een 'Hollands' stadje, Holambra waar veel inwoners nog Nederlands spreken.
- Nieuw-Zeeland

Ook in Nieuw-Zeeland leven mensen van Nederlandse afkomst die na de Tweede Wereldoorlog naar het land zijn vertrokken. Na een onderzoek bleek dat 0,7 % van de Nieuw-Zeelandse bevolking het Nederlands als moedertaal sprak, wat overeenkomt met een aantal van ongeveer 29.000 mensen. Er leven ook veel Afrikaanstaligen in Nieuw-Zeeland.
- Australië

Australië had ook te maken met grote Nederlandse immigratie, vooral in de grote steden vormen Nederlanders een hechte groep en er verschijnt nog steeds een Nederlandse krant daar. Er leven ook veel Afrikaners in Australië.

### Japan

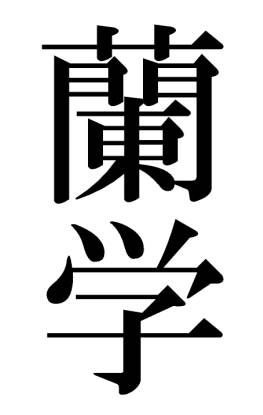
Japanse ideogrammen voor "Rangaku".
Het eerste teken "Ran" is een afkorting van de fonetische transcriptie voor "Holland" (geschreven 阿蘭陀 "O-Ran-Da", afgekort tot het middelste teken 蘭 "Ran"). Het tweede teken "Gaku" betekent "Studie/Kunde".

Het Nederlands is in Japan van aanzienlijk belang geweest en het Japans bevat dan ook een aantal leenwoorden van Nederlandse origine. De relatie tussen Japan en Nederland begon in 1609, toen de Nederlanders zich vestigden in de Japanse plaats Hirado. In 1641 werden de Nederlanders gedwongen te verhuizen naar het kunstmatige eilandje Dejima in de baai van Nagasaki.
Wel golden er strikte beperkingen: de Nederlanders moesten op Dejima gaan wonen en hun contacten met de Japanners werden tot het strikt noodzakelijke beperkt.
Op het eilandje  mochten zo'n 20 Nederlanders wonen en 200 dwarskijkers, mensen die de gevaarlijke barbaren in de gaten moesten houden. De Nederlanders waren de enige Europeanen met wie Japan handel dreef. Er geraakten via de Nederlanders veel boeken en materialen zoals lancetten, wereldbollen, telescopen, kwadranten en landkaarten in Japan. Het waren vooral boeken over medicijnen, astronomie, natuurwetenschappen, aardrijkskunde, krijgskunde, scheepsbouw en woordenboeken. Door het monopolie van de VOC in Japan kwamen westerse wetenschap en technologie in het land terecht. Rangaku, 'Nederlandkunde' stelde het land in staat kennis te nemen van de ontwikkelingen in de westerse technologie en heelkunde in de periode 1641–1853, die bekendstaat als de sakoku ofwel isolatie door het Tokugawa-shogunaat.
Veel Japanners leerden Nederlands om met de Nederlanders te handelen en om zich wetenschap en andere kennis eigen te maken. Japanse wetenschappers van toen probeerden Nederlandstalige boeken te vertalen. Tot midden negentiende eeuw bleef Nederlands de officiële taal voor het onderhouden van contacten met het buitenland. De onderhandelingen met de Amerikaanse gezagvoerder M. Perry over de openstelling van Japan werden in het Nederlands gevoerd. Ook nu leren een aantal Japanse historici nog steeds Nederlands als ze iets willen weten over de geschiedenis van Japan en de hofreizen, want de Nederlanders waren gewend om alles op te schrijven en te bewaren in allerlei archieven. Vanuit Deshima zijn veel verslagen via Batavia in de Nederlandse archieven beland, waar ze door Japanners kunnen worden geraadpleegd.

### Sri Lanka
Toen de VOC het toenmalige Ceylon op de Portugezen veroverde, bleven veel Portugezen op het eiland wonen. Later werd Sri Lanka door de Britten veroverd. In 1800 waren er 800 Nederlanders en 5000 Portugezen. Zij rekende zich zelf bij de Burghers. De Burghers is een (thans gemengde) bevolkingsgroep in Sri Lanka die een lange tijd Portugees en een beetje Nederlands spreken. Voor de rest was het alleen de kerken en de overheid die Nederlands spraken. Er zijn verschillende Nederlandse woorden in het Singalees terechtgekomen. Veel Burghers zijn naar Australië en de Nederlandse kolonie Malakka verhuisd. Veel van hen hebben Nederlandse achternamen, maar spreken geen Nederlands meer.

### Malakka
Verschillende Burghers van Nederlandse afkomst gingen na de Britse overname van de Nederlandse kolonie Ceylon naar de Nederlandse kolonie Malakka. Het Nederlands is tussen hen vrijwel helemaal uitgestorven hoewel ze wel trots zijn op hun Nederlandse afkomst. In Maleisië bestaat er  bijvoorbeeld een club voor.

### Duitsland

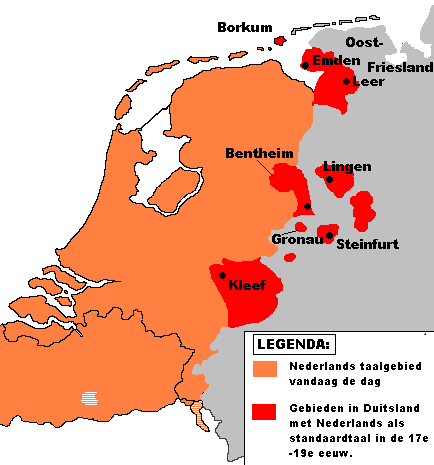
Vroegere gebieden met Nederlands als standaardtaal in Duitsland (17e - 19e eeuw).

In het westen van het huidige territorium van Duitsland, dicht bij de staatsgrens, werd vroeger in sommige gebieden het Nederlands gebruikt. Heel langzaam werd het Nederlands als standaardtaal verdrongen. In 1830 gebruikte tachtig procent van de kerken en twintig procent van de scholen in het gewest Kleef nog Nederlands. Men sprak toen nog van "Pruisisch Vlaanderen". Het Nederlands was toen al wel in het bestuur en de rechtspraak vervangen door het Hoogduits. In het gebied rondom Kleef heeft de taal het het langst uitgehouden, totdat het zich rond 1900 economisch op het Ruhrgebied ging richten. Lange tijd zou het onder Nederlandse taalkundigen gebruikelijk blijven de Nederrijn als deel van het Nederlandse taalgebied te zien. Er liggen verschillende dorpen en steden met Nederlands aandoende, want Nederfrankische, namen. Veel plaatsen hebben zowel een Nederlandse als Duitse naam.

### Frankrijk

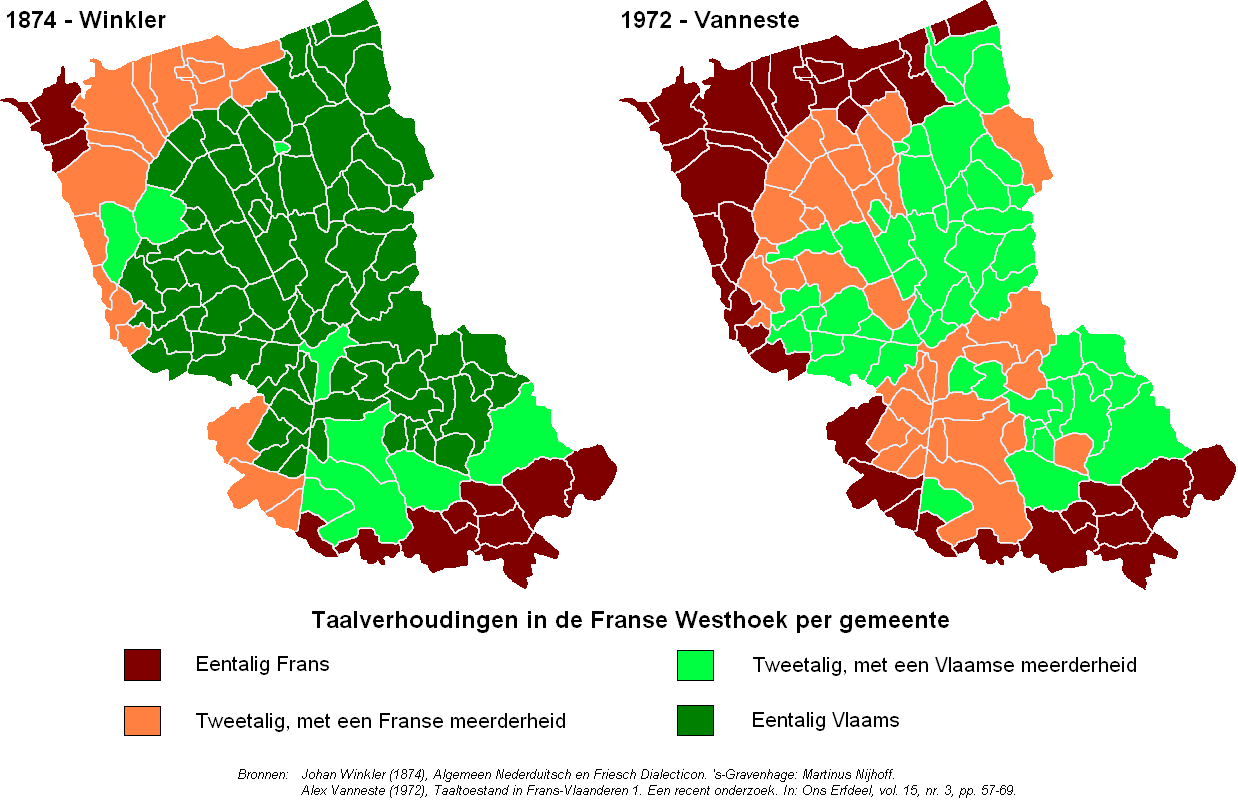
Taalverhoudingen in de Franse Westhoek in 1874 en 1972

In de 7e en 8e eeuw lag de Nederlands-Franse taalgrens ten zuiden van Picardië, Artesië en Frans-Vlaanderen. Deze gebieden waren Nederlandstalig, steden zoals Rijsel en het huidige Calais waren Germaans. In de komende eeuwen zou de grens een stuk naar het noorden schuiven ten voordele van het Romaanse Frans. Nog steeds wordt er in de Franse Westhoek een Nederlands dialect gesproken (zie afbeelding).

## Nederlandse Creoolse talen
Omdat de Nederlanders de ganse wereld afvoeren om koloniën te stichten en handel te drijven ontstonden er vereenvoudigde vormen van het Nederlands en een mengelmoes van Nederlandse dialecten (vooral het Zeeuws en Hollands) en inheemse talen. Deze worden creoolse talen genoemd. De Nederlandse creoolse talen zijn vrijwel allemaal uitgestorven maar het Afrikaans wordt soms echter ook als een (half)creool gezien. Is het geval dan zou het
de grootste creoolse taal zijn ter wereld.
De Nederlandse creolen zijn:
- Berbice-Nederlands in Guyana*
- Skepi in Guyana*

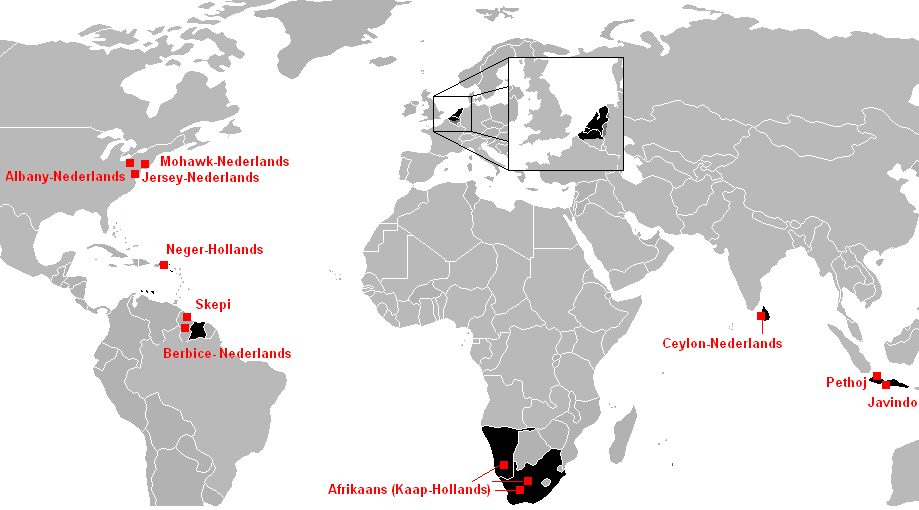
Nederlandse creoolse talen.

- Negerhollands op de Maagdeneilanden en Porto Rico*
- Petjoh in Indonesië
- Javindo in Indonesië*
- Ceylon-Nederlands op Sri Lanka *
- Mohawk Nederlands in de Verenigde Staten
- Jersey Nederlands in de Verenigde Staten*
- Afrikaans in Zuid-Afrika en Namibië (Halfcreool)

(* = zo goed als uitgestorven)

## Afrikaans
Het Afrikaans werd door de Unie van Zuid-Afrika, in 1925 erkend. En in 1961 werd het Nederlands voorgoed uit de grondwet geschrapt (Nederlands en Afrikaans werden beschouwd als synoniemen). Het Nederlands kwam aan in het Afrikaanse continent toen Jan van Riebeeck in 1652 een kolonie stichtte. Sindsdien begint de geschreven geschiedenis van Zuid-Afrika. De Kaapkolonie groeide snel en er kwamen vooral Nederlanders (en Vlamingen) in de kolonie wonen maar ook veel Duitsers en Fransen in opdracht van de VOC, zij waren echter verplicht Nederlands te spreken, ook hun namen werden vaak vernederlandst. Het Nederlands verouderde wel en werd ook beïnvloed door andere talen zoals het Maleis, door de Maleisiërs die ook door de Nederlanders naar Zuid-Afrika zijn gebracht. Sinds 1740 begint de spreektaal een eigen leven te beginnen. Maar de schrijftaal was nog gebaseerd op het Europese Nederlands, dit zal zo blijven tot 1925. Er was ondertussen dus een eigen vorm van Nederlands ontstaan het Kaaps Nederlands.
Toen de Kaapkolonie in Britse handen ging werd Engels de officiële taal. De Nederlanders (nu Boeren of Afrikaners genoemd) trokken weg steeds verder het binnenland in. Hier stichtten zij drie staten de Oranje Vrijstaat, de Transvaal en de Republiek Natalia waar Nederlands de officiële taal werd. Er ontstonden twee hevige oorlogen tegen de Britse kolonisten die de Boeren uiteindelijk zouden verliezen. De Boeren waren voor het behoud van hun taal en de tradities. In 1852 werd het Nederlands de officiële taal van de Zuid-Afrikaansche Republiek, de voorloper van het huidige Zuid-Afrika. Na 1902 tot 1960 was het Nederlands en het Engels samen de officiële talen van Zuid-Afrika. Tegenwoordig wordt de taal Afrikaans genoemd en heeft een eigen spelling en grammatica. Onderling kunnen Nederlanders, Vlamingen, en Afrikaners elkaar zonder veel moeite verstaan.
Het Genootschap van Rechte Afrikaners werd in 1875 opgericht en zorgde voor het oprichten van het Afrikaans als cultuurtaal en later officiële taal van Zuid-Afrika. Door het bezetten van Zuidwest-Afrika (thans Namibië) door de Zuid-Afrikaners is Afrikaans nu de grootste en meest gebruikte taal in het land. Tot 1990 had zij daar ook een officiële status samen met het Duits en Engels (ook van de kolonisators).

## Leenwoorden in het Nederlands
Het Nederlands heeft (regionaal) ook verschillende woorden uit andere talen overgenomen. Algemene begrippen kwamen vooral uit de oude talen Latijn en Oudgrieks. Daarna heeft het Nederlands vooral woorden uit het Frans overgenomen, de zogenaamde Gallicismen. Regionaal worden er aan de taalgrens meer Franse woorden en uitdrukkingen gebruikt. Voor de Tweede Wereldoorlog kwamen er veel Germanismen het Nederlands binnensluipen. Vandaag de dag worden er vooral woorden uit het Engels (en Amerikaans-Engels) overgenomen, vaak op technologisch vak. Verschillende woorden zijn sterk vernederlandst waardoor de oorsprong uit een andere taal bijna niet zichtbaar is.
Op Aruba, Bonaire en Curaçao worden er in de spreektaal vaak Papiamentse woorden doorheengegooid. In Suriname is dit het geval met het Sranan en soms andere moedertalen van Surinamers.
Het Afrikaans kent ook leenwoorden, zoals uit het Maleis, (creool-)Portugees en het Engels, in Namibië ook uit het Duits. Het Afrikaans is in spreektaal vaak bezaaid met Engelse woorden en uitdrukkingen.

## Nederlandse invloeden op andere talen
In het Indonesisch zitten de meeste Nederlandse leenwoorden en uitdrukkingen. Dit komt door bijna 350 jaar Nederlandse overheersing. Verder zit er ook een aantal Nederlandse woorden in het Engels, twee talen van aartsrivalen in de 15e en 16e eeuw. Het Frans en het Russisch hebben vooral scheepstermen overgenomen uit het Nederlands. In het Belgisch Frans en het Waals zijn veel Nederlandse (vaak Vlaamse en Limburgse) elementen te vinden. Verder zijn regionale talen van de inheemse bevolking uit koloniën ook beïnvloed door het Nederlands, zoals het Singalees, het Tamil, Papiaments, Surinaamse talen en Zuid-Afrikaanse talen. Het Japans kent voor veel producten en leerwijzen die in Japan voor de 17e eeuw niet bekend waren Nederlandse benamingen. Vaak worden de woorden op een andere wijze uitgesproken, geschreven of zijn veranderd waardoor de Nederlandstalige oorsprong bijna niet is op te merken. Sommige Nederduitse dialecten hebben een duidelijke Nederlandse invloed ondergaan; zie Nederlandse invloed op het Nederduits.
Via het (Salische) Frankisch, de directe voorloper van het Nederlands dat gesproken werd door de Germanen die het gebied van het latere Frankrijk in de vroege middeleeuwen vanuit de Lage Landen hebben veroverd en overgenomen, is de taalinvloed op het Frans diepgaand geweest.